# Prosthecium platanoidis
Prosthecium platanoidis är en svampart som först beskrevs av Christiaan Hendrik Persoon, och fick sitt nu gällande namn av M.E. Barr 1978. Prosthecium platanoidis ingår i släktet Prosthecium, ordningen Diaporthales, klassen Sordariomycetes, divisionen sporsäcksvampar och riket svampar.   Inga underarter finns listade i Catalogue of Life.
I den svenska databasen Dyntaxa används istället namnet Prosthecium innesii för samma taxon.  Arten är reproducerande i Sverige.